# Южное Небо
Южное Небо (Southern Sky; юридическое название — АО Южное Небо) — дочерняя авиакомпания казахстанского перевозчика SCAT, основанная в 2014 году. Выполняет внутренние рейсы на территории республики Казахстан.

## История
Авиакомпания «Южное Небо» образовано в 2014 году. Компания образовалась благодаря тому, что SCAT в ответ на критику со стороны казахстанского правительства решил полностью вывести из своего авиапарка самолёты советского производства — Ан-2, Ан-24 и Як-42. Изначально выполнялись полеты по линии санитарной авиации, и пассажирские чартерные рейсы. С 2016 года авиакомпания приступила к выполнению регулярных пассажирских перевозок по территории Республики Казахстан. 
В 2016—2017 гг. благодаря регулярным рейсам занимала шестое место по прибыли среди казахстанских авиакомпаний.

## Направления
Авиакомпания выполняет рейсы практически во все крупные города Казахстана, включая Астану, Алматы, Тараз, Шымкент, Урджар, Жезказган, Караганду, Усть-Каменогорск, Туркестан, Семей, Зайсан и другие.

## Флот
Парк авиакомпании включает самолёты Ан-2, Ан-24 и Як-42.